# Pacourina
Pacourina là một chi thực vật có hoa trong họ Cúc (Asteraceae).

## Loài
Chi Pacourina gồm các loài:
- Pacourina cirsiifolia
- Pacourina edulis
  - Pacourina edulis var. spinosissima